# بترا كوستا
بترا كوستا (بالبرتغالية: Petra Costa‏) هي ممثلة برازيلية، ولدت في 8 يوليو 1983 في البرازيل.

## وصلات خارجية
- بترا كوستا على موقع IMDb (الإنجليزية)
- بترا كوستا على موقع ألو سيني (الفرنسية)
- بترا كوستا على موقع أول موفي (الإنجليزية)
- بترا كوستا على موقع قاعدة بيانات الفيلم (الإنجليزية)
- بترا كوستا على موقع كينوبويسك (الروسية)